# Khương Hoằng Lập
Khương Hoằng Lập (tiếng Hàn: 강홍립/ 姜弘立 (Kang Hong-rip), 1560 - 1627) là một vị tướng của Triều đại Triều Tiên.
Theo yêu cầu từ phía nhà Minh, Quang Hải Quân ra lệnh cho Khương Hoằng Lập chỉ huy 10 nghìn quân sang giúp nhà Minh tấn công Mãn Châu vào năm 1619. Tuy nhiên, đội quân này dưới quyền của Liu Ting (Lưu Đinh - chỉ huy liên quân Minh-Joseon cánh Đông Lộ)  đã bị tiêu diệt hết 2 phần 3 trong Trận Tát Nhĩ Hử và đầu hàng Nỗ Nhĩ Cáp Xích. Theo sử ký thì Quang Hải Quân đã thông đồng với Nỗ Nhĩ Cáp Xích, nhưng bị nghi vấn là một âm mưu của phái Tây Nhân để phế truất nhà vua. Năm 1620, gần như mọi tù binh Triều Tiên đều được ân xá nhưng Khương Hoằng Lập, người đã chỉ huy tốt trong trận đánh với Mãn Châu vẫn bị giam cầm.
Thất vọng vì sự ưu đãi không xứng đáng cho cuộc chiếm ngôi, Lý Quát (李适, 이괄, I Kwal) đã làm phản vào năm 1624. Ông ta chiếm được Hán Thành (Seoul ngày nay) trong một thời gian, nhưng sau đó bị phản kích lại. Han Myeong-nyeon, kẻ đồng lõa với Lý Quát bị xử tử. Con trai của Han Myeong-nyeon là Han Yun trốn thoát và chạy sang Mãn Châu.
Khương Hoằng Lập bị Han Yun đánh lừa khi tin rằng cả nhà của ông đã bị triều đình giết. Để trả thù, ông tâu lên Hoàng Thái Cực đem quân sang đánh Triều Tiên. Năm 1627, ông dẫn đội Mãn Châu dưới sự chỉ huy của A Mẫn đến Hán Thành để thương lượng. Sau đó, ông phát hiện ra rằng ông đã bị lừa và cảm thấy đau đớn. Ông bị coi như kẻ phàn bội và bị tước hết mọi phẩm tước. Nhưng ông đã được phục hồi sau khi qua đời.